# 三俣蓮華岳
三俣蓮華岳（みつまたれんげだけ）は、飛騨山脈（北アルプス）にある標高2,841 mの山。飛騨山脈の主稜線である立山連峰、後立山連峰、穂高連峰が合流する地点であり、長野県、岐阜県、富山県の三県境に位置する。古くは立山七十二峰の1つに数えられてきた。山域は1934年（昭和9年）12月4日に中部山岳国立公園に指定されており、その特別保護地区になっている。日本三百名山に選定されている。

## 解説
飛騨山脈のほぼ中央部に位置し、中生代の花崗閃緑岩から成る山である。比較的なだらかな山容で東側に圏谷（カール）地形があり、高山植物が豊富な山である。とりわけ双六岳との間の巻き道は花が豊富である。ハイマツ帯は豊富な地下水を蓄えており、当山最寄りの山小屋である三俣山荘はシーズンを通じて湧水を得ることができる。
山頂の東側に三俣峠があり、三俣山荘方面と双六小屋方面巻き道の分岐点になっている。

## 山名の歴史
現在の三俣蓮華岳は明治の登山黎明期までは鷲羽岳と呼ばれており、現在の鷲羽岳は東鷲羽岳あるいは龍池ヶ岳と呼ばれていた。戦国時代末期以後の加賀藩政時代より、飛騨山脈の大半は加賀藩の奥山廻りによって調査され、山名や地形が詳細な絵図に記録されていた。特にこの現在の三俣蓮華岳付近は三国境としての重要地点で詳細に調査されていた。
ところが1910年（明治43年）に、日本山岳会の小島烏水と高頭仁兵衛が上高地の上條嘉門次を案内人として信州方面から登山したとき、彼らにとってこの山域は処女地であった。このとき三俣蓮華岳について越中側での呼び名を知らなかった嘉門次に「飛騨の猟師が、この山で熊を射止めた。そうして熊の膽（キモ）のつもりで俗称蓮華膽（肝臓）を腹から引き出して喰ったので、信州の猟師達が嘲笑って蓮華喰みの岳と言ったのを略して蓮華と呼んでいる」と説明された。
当時の参謀本部陸地測量部の5万分の1地形図では、従来の越中側の山名を踏襲して鷲羽岳と記されていた。そこで日本山岳会の面々は陸地測量部に対し、調査不十分であると地形図の訂正を強く求めた。その結果1930年（昭和5年）の修正版で改訂されて現在に至っている。

## 地理

### 周辺の山

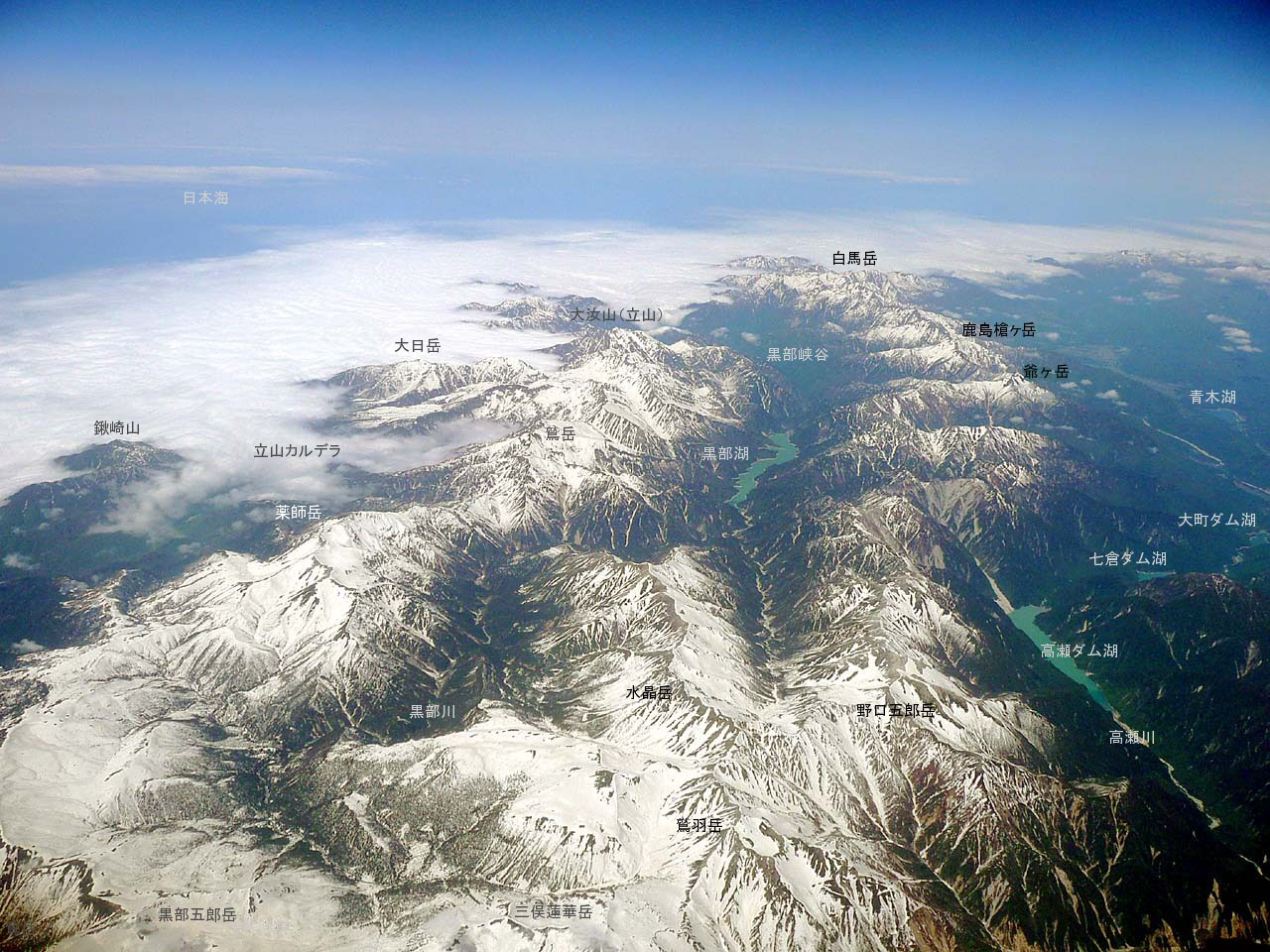
黒部川源流部と三俣蓮華岳（中央下）

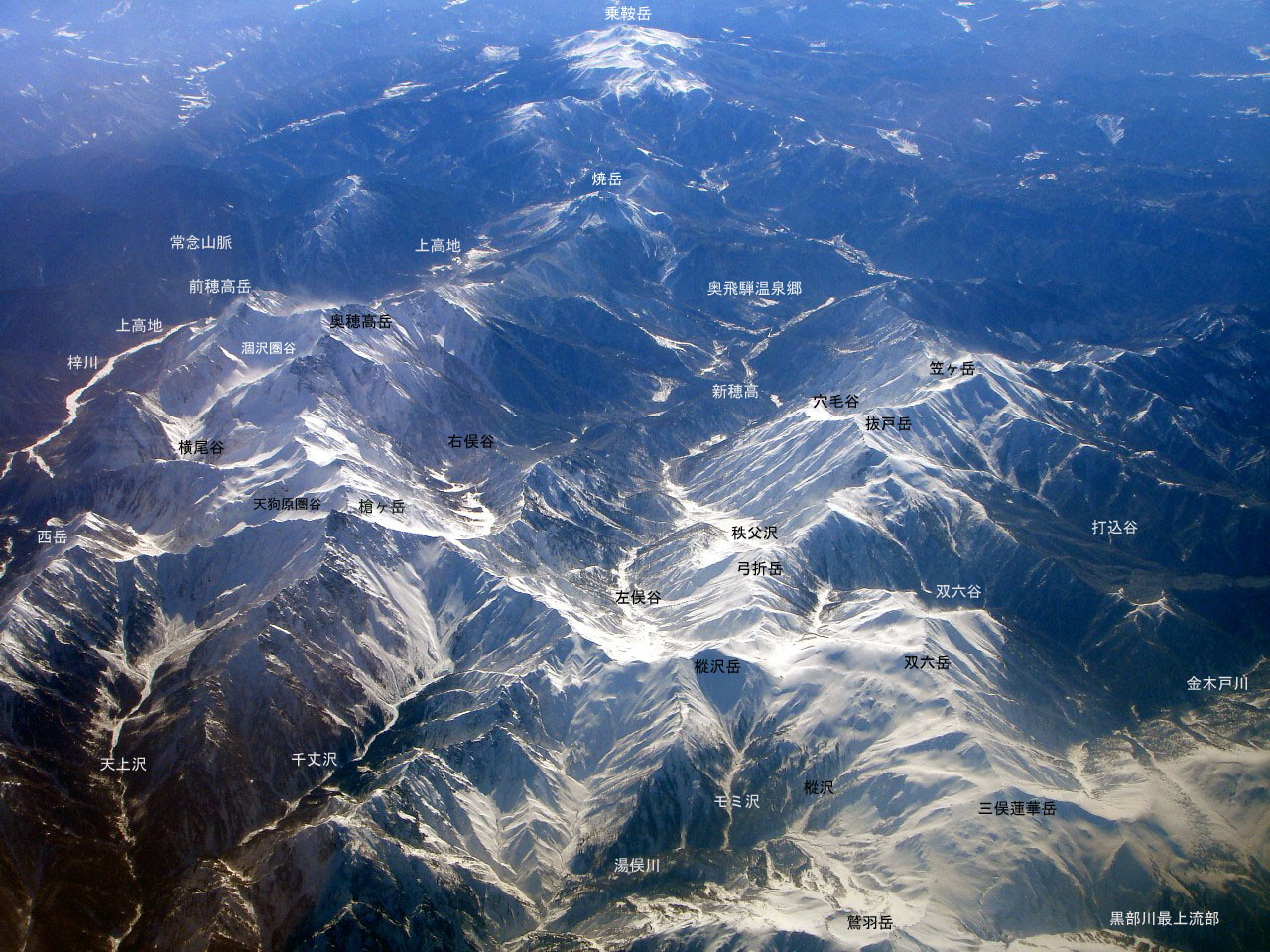
画像右下、奥飛騨エリアに近接する三俣蓮華岳。黒部川源頭部をなす。

穂高連峰から続く主稜線は、ここが起点となり後立山連峰と立山連峰に分かれる。
| 山容 | 名称       | 標高 (m) | 三角点 等級 | 三俣蓮華岳 からの距離 (km) | 備考                                    |
| ---- | ---------- | -------- | ----------- | -------------------------- | --------------------------------------- |
|      | 黒部五郎岳 | 2,839.67 | 三等        | 4.3                        | 別名：中ノ俣岳 日本百名山               |
|      | 鷲羽岳     | 2,924.35 | 三等        | 2.1                        | 日本百名山                              |
|      | 三俣蓮華岳 | 2,841.37 | 三等        | 0                          | 三県境（富山・岐阜・長野） 日本三百名山 |
|      | 双六岳     | 2,860.42 | 二等        | 2.0                        |                                         |
|      | 槍ヶ岳     | 3,180    |             | 7.6                        | 日本百名山                              |

### 源流の河川
当山を源流とする河川は以下の通り。いずれも日本海へ流れる。
- 湯俣川（高瀬川の支流）
- 金木戸川の蓮華谷（高原川の支流）
- 黒部川の源流部

## 登山

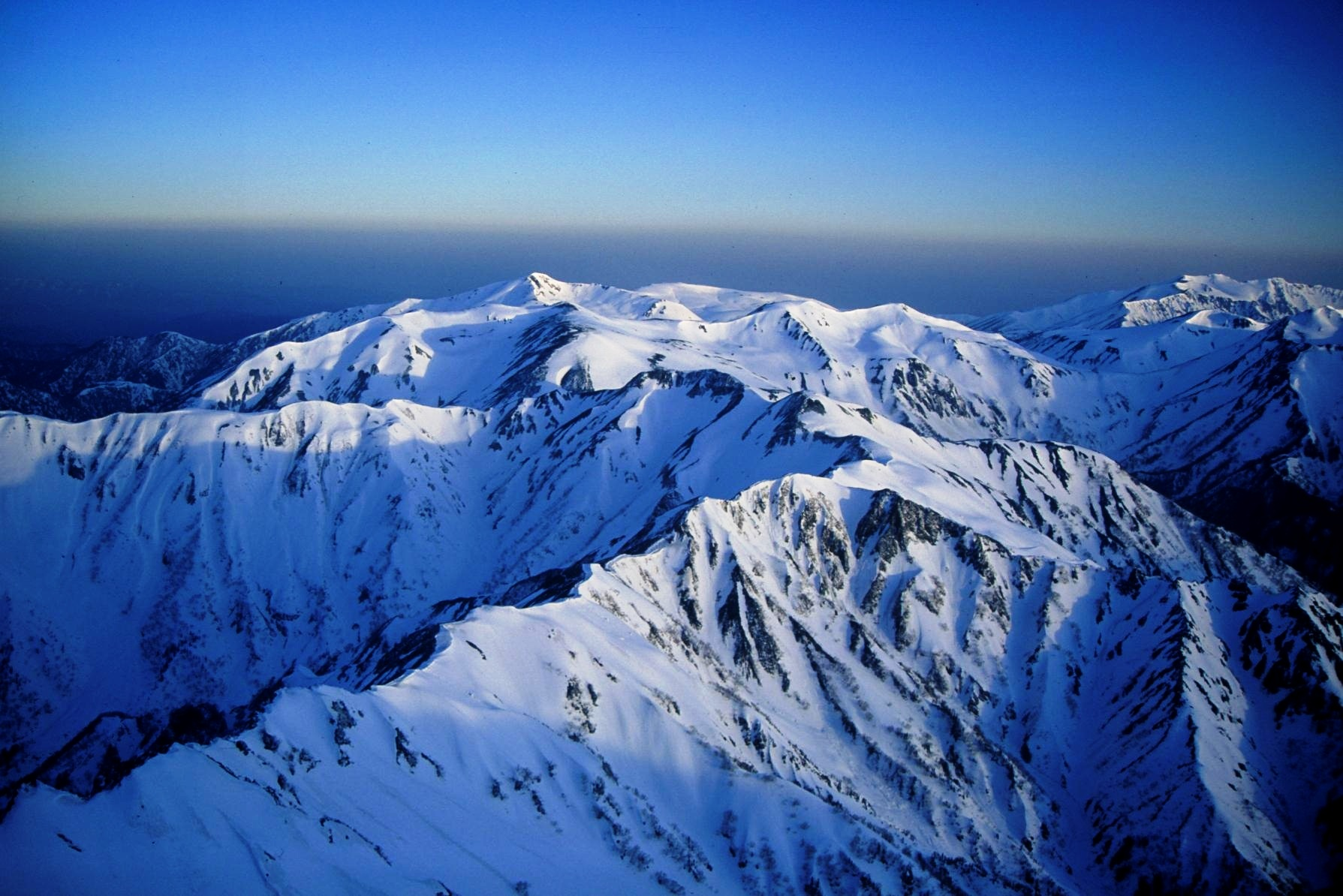
槍ヶ岳から望む三俣蓮華岳周辺の山

### 登山ルート
富山県側の折立登山口から槍ヶ岳へ向かう「西銀座ダイヤモンドコース」と呼ばれるルート上にある。
- 南方から：双六岳 -（尾根道と巻き道の2つのルートがある）- 三俣蓮華岳
- 西方から：黒部五郎岳 - 黒部五郎小舎 - 三俣蓮華岳
- 北方から：鷲羽岳方面または雲ノ平方面 - 三俣山荘 - 三俣蓮華岳（裏銀座）[9]
- 東方から：湯俣温泉 - 三俣山荘 - 三俣蓮華岳（伊藤新道）

伊藤新道は登山者自身によるルートファインディングが必要な上級者向けのルートである。

### 周辺の小屋
周辺には以下の山小屋があり、キャンプ指定地がある。
当山から最も近い小屋は三俣山荘である。1926年（大正15年）に建設され、その後1947年（昭和22年）6月に伊藤正一が再建を開始し、現在に至る。
| 画像 | 名称         | 所在地                         | 三俣蓮華岳からの 方角と距離 (km) | 標高 (m) | 収容 人数 | キャンプ 指定地 |
| ---- | ------------ | ------------------------------ | -------------------------------- | -------- | --------- | --------------- |
|      | 三俣山荘     | 鷲羽岳と三俣蓮華岳との鞍部     | 北東 1.0                         | 2,550    | 70人      | 80張            |
|      | 黒部五郎小舎 | 三俣蓮華岳と黒部五郎岳との鞍部 | 西 2.0                           | 2,350    | 60人      | 30張            |
|      | 双六小屋     | 双六岳と樅沢岳との鞍部         | 南南東 2.6                       | 2,600    | 150人     | 150張           |

### 登山道の高山植物

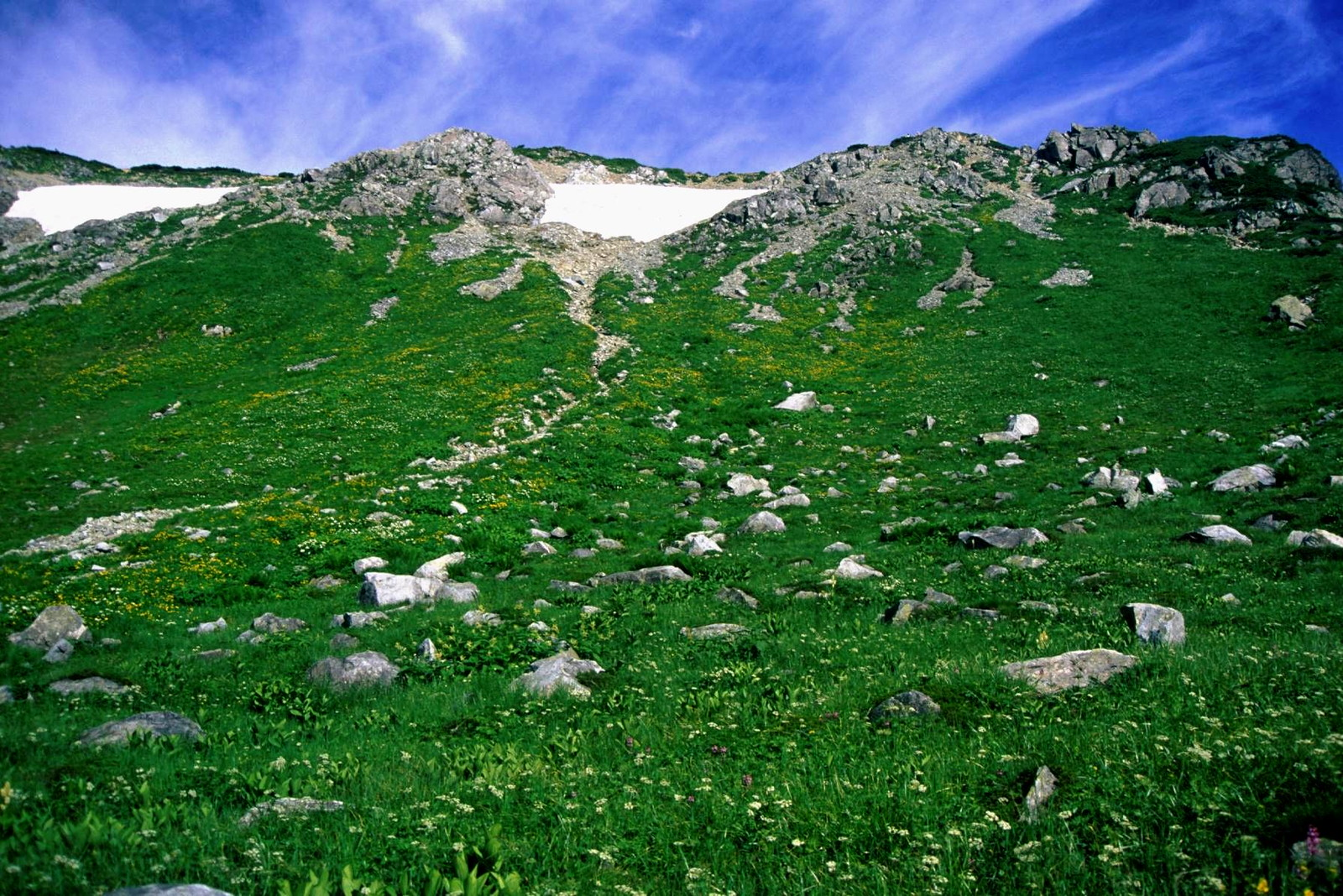
東斜面カールの高山植物大群落

山頂付近は森林限界のハイマツ帯で、登山道周辺では以下の高山植物が見られる。
- ウサギギク
- シナノキンバイ
- チングルマ
- トウヤクリンドウ
- ハクサンイチゲ
- ハクサンフウロ
- ミヤマキンポウゲ
- ヨツバシオガマ

### 三俣蓮華岳からの眺望

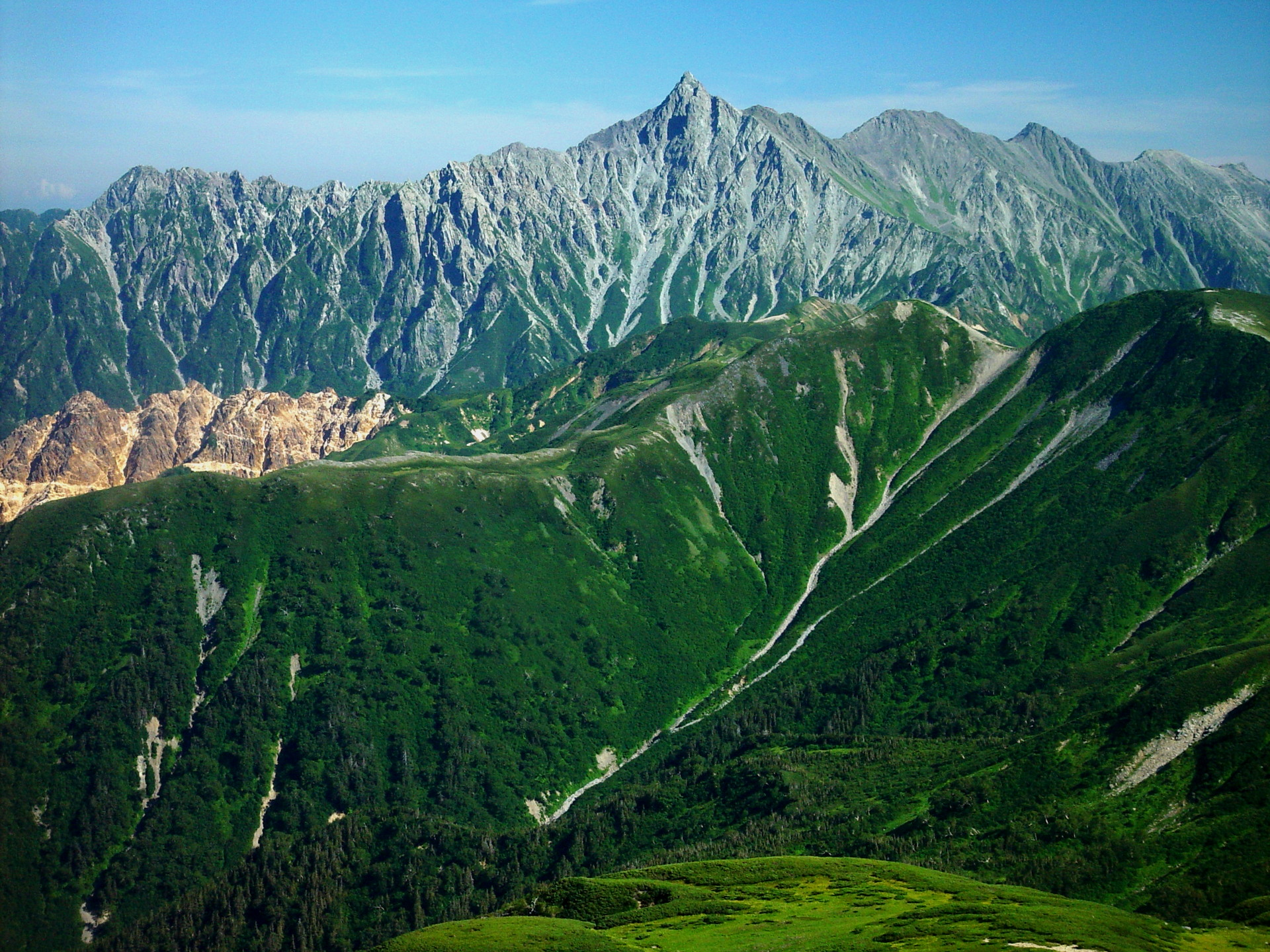
三俣蓮華岳からの眺望 北鎌尾根・槍ヶ岳・大喰岳・中岳・南岳、手前は硫黄岳と西鎌尾根

## 関連画像

### 三俣蓮華岳の風景
- 樅沢岳より
- レンズ雲 鷲羽岳より
- 祖父岳より
- 水晶岳と黒部源流の展望